# Justin Mapp
Justin Mapp (Brandon, 18 de outubro de 1984), é um futebolista norte-americano que atua como meia. Atualmente defende o Montreal Impact.

## Títulos

### Estados Unidos
- Copa Ouro da CONCACAF: 2007

### Chicago Fire
- Major League Soccer Supporters Shield: 2003
- U.S. Open Cup: 2003, 2006

### Individual
- MLS Best XI: 2006